# Адажіо Альбіноні
Адажіо соль мінор для струнних інструментів та органу, відоме як Адажіо Альбіноні — твір Ремо Джадзотто, вперше опублікований у 1958 році.
За твердженням Джадзотто, п'єса є реконструкцією, що заснована на фрагменті нот з музики Томазо Альбіноні знайденому на руїнах Саксонської земельної бібліотеки в Дрездені знищеної при нальотах союзної авіації в кінці Другої світової війни. Ремо Джадзотто опублікував у 1945 році першу наукову біографію Альбіноні, який у 1720-ті роки працював у Німеччині. Знайдений фрагмент, згідно з передмовою Джадзотто до першого видання «Адажіо», містив басову партію і два фрагменти партії першої скрипки загальною тривалістю шість тактів. Перша публікація п'єси цілком мала назву — «Ремо Джадзотто. Адажіо соль мінор для струнних і органу на основі двох фрагментів теми і цифрованого баса Томазо Альбіноні» (італ. Remo Giazotto: adagio in sol minore per archi e organo su due spunti tematici e su un basso numerato di Tomaso Albinoni).
На думку музикознавців, стилістично п'єса відрізняється як від безсумнівних творів Альбіноні, так і від барокових творів взагалі. У 1998 році відомий музикознавець і музичний педагог, професор Люнебургского університету Вульф Дітер Лугерт у співавторстві з Фолькером Шютцом опублікував у журналі «Praxis des Musikunterrichts» огляд проблеми авторства «Адажіо», що містить фрагменти листів з Саксонської земельної бібліотеки, в яких стверджується, що такий музичний фрагмент із спадщини Альбіноні у зборах бібліотеки відсутній і ніколи в них виявлений не був, так що твір в цілому є безумовною підробкою Джадзотто. Погляд на «Адажіо Альбіноні» як більш-менш оригінальний твір Джадзотто відображена, зокрема, в популярній енциклопедії Гатчинсона, в довідці компанії звукозапису «Naxos», інформаційному матеріалі відомого журналу барокової музики «Goldberg Magazine» та інших джерелах.
«Адажіо» — один з найчастіше виконуваних музичних творів другої половини XX століття, неодноразово використовувався в кіно. Завдяки використанню гітаристом Інгві Малмстіном в Icarus Dream Suite Op. 4 (1984) твір відіграв значну роль у формуванні сучасного неокласичного металу.

## Пісні— переспіви Адажіо
- «Адажіо» (Наталія Валєвська)
- «Anytime, Anywhere» (Сара Брайтман)
- «Cold is Being» (Renaissance)
- «Adagio» (Лара Фабіан, Il Divo, Amici Forever)
- «Mientras Mi Alma Sienta» (Camilo Sesto, Myriam Hernandez)
- «Amore Perduto» (Хосе Каррерас)
- «A Feast Of Friends» (The Doors)
- «Adagio» (Деміс Руссос)
- «Adagio for strings» (Dj Tiesto)
- «Ave Maria» (Іван Ребров)
- «Adagio» (Udo Jürgens) (на 4-х мовах)
- «Il diritto di amare» (Wilma Goich, Caterina Caselli, Massimo Ranieri)
- «J'entends cette musique» (France Gall)
- «Volte pra mim» (Giane)
- «Die kinderen van den zee» (Liesbeth List)
- «Adagio / Nütze deine Zeit» (Карел Готт)
- «La musica divina» (Robert Jeantal)
- «Mi parlavi adagio» (Mina)
- «Icarus Dream Suite» ((Yngwie J. Malmsteen's Rising Force))
- «Aamuun on aikaa tunti vain» (Marion (группа))
- «Graveyrd Angel» (Louise Tucker)
- «Adiós a la tristeza» (Dyango)
- «Enfants d'amour et d'avenir (Vivir de sueños)» (Мірей Матьйо)
- «Adaggio al amor» (Ricardo Montaner)
- «A Window Of My Dreams» (Nash Didan)
- «Adagio» (Chaostar)
- «Adagio» (Sissel)
- «Adagio» (Lucie Bila)
- «Ausencia» (Rosa López)
- «Adagio» (José Luís Rodriguez)
- «Мгновение» (Микола Басков і Мурзилки International)
- «Habibi» (Мажида Эль-Руми)
- «Don't Go Away» (Sweetbox)
- «Shroud of false» (Anathema)
- «Магия любви» (Олег Безинських)
- «Every Night» (Appassionante)
- «The Pyre's Song» (Dark Princess)
- «Adagio» (Юлія Налімова)
- «Adagio» (Ольга Чубарева)